# Lysandra tarasina
Lysandra tarasina är en fjärilsart som beskrevs av Cabeau 1920. Lysandra tarasina ingår i släktet Lysandra och familjen juvelvingar. Inga underarter finns listade i Catalogue of Life.